# Chrysuronia lilliae
A Chrysuronia lilliae a madarak osztályának sarlósfecske-alakúak (Apodiformes) rendjébe és a kolibrifélék (Trochilidae) családjába tartozó faj.

## Rendszerezése
A fajt Witmer Stone amerikai ornitológus írta le 1917-ben, a Lepidopyga nembe  Lepidopyga lilliae néven. Sorolták az Amazilia nembe Amazilia lilliae néven.

## Előfordulása
Dél-Amerika északnyugati részén, Kolumbia tengerparti részén honos. Természetes élőhelyei a szubtrópusi vagy trópusi mangroveerdők és cserjések. Állandó, nem vonuló faj.

## Megjelenése
Testhossza 10 centiméter.

## Természetvédelmi helyzete
Az elterjedési területe kicsi, egyedszáma 285-440 példány közötti és csökken. A Természetvédelmi Világszövetség Vörös listáján veszélyeztetett fajként szerepel.